# 박용하
박용하(朴容夏, 1977년 8월 12일 ~ 2010년 6월 30일)는 대한민국의 배우이자 가수였다. 2010년 6월 자살로 생을 마감했다.

## 학력
- 서울서강국민학교 졸업
- 성산중학교 졸업
- 광성고등학교 졸업
- 서일대학 (연극영화)
- 중앙대학교 (연기과)

## 이력
그는 1994년 MBC 《테마극장》으로 MBC 특채 연기자 첫 데뷔, 드라마 《보고 또 보고》 및 영화 《크리스마스에 눈이 내리면》 등 연기자로서의 경력을 착실히 쌓아가던 중, 2002년 출연한 KBS2 드라마 《겨울연가》가 일본에서 공전의 히트를 쳤고, 2004년 일본에서 가수로 데뷔, 본격적인 해외활동을 펼쳤다. 일본에서 활동했던 당시 레이블은 포니 캐년이었으며, 소속사는 업프런트 에이전시였다.

## 활동
2004년 11월 17일에 발매된 싱글 앨범 《가지마세요》는 한국 남성 아티스트 역사상 처음으로 오리콘 차트 10위권에 진입하였으며 2005년에는 한국가수 최초로 일본 골든디스크상에서 신인상을 수상했고 그 이후로도 4년 연속 골든디스크상을 수상하였다.
2008년, 5년 만에 한국 SBS 수목미니시리즈 《온에어》의 까칠한 이경민 PD로 컴백, 많은 시청자들의 사랑을 받았다. 그해 촬영에 들어간 한국최초의 주식 영화 《작전》에서는 한탕을 꿈꾸는 개미투자자 강현수로 열연하여 평단과 관객의 호평을 받았다. 2009년 4월부터 6월까지 방영된 KBS2 월화미니시리즈 《남자 이야기》에서는 돈으로 대변되는 세상에 맞서는 주인공 김신으로 변신, 연기의 스펙트럼을 확대했다.

## 사망
2010년 6월 30일 새벽 5시 31분경 강남구 논현동의 자택에서 밧줄과 전깃줄 그리고 캠코더용 충전기 전선으로 목매 숨져있는 것을 발견됐다. 박용하는 발견 약 1시간 반 전인 오전 4시 후배에게 전화를 했다고 한다. 지인들의 말에 따르면 당시 술을 마신 상태에서 집에 귀가하였다.
유가족의 뜻에 따라 부검은 실시하지 않았다.
경찰은 "경제적 어려움이나 우울증 등 병력은 없었다. 다만 부친의 암투병, 사업 활동과 연예활동 병행에 따른 어려움에 스트레스가 심했던 것으로 추정된다"고 밝혔다.
7월 1일 오후 방송된 SBS 연예정보프로그램 '한밤의 TV연예'에서는 박용하 생전 인터뷰를 통해 그의 사망에 대해 방송했다. 지난 2008년 5월 '한밤의 TV연예'와 인터뷰에서 박용하는 "그래프를 그리자면 원하지 않는 하향곡선을 타고 있는 것을 보기도 하고, 그러다가 작품을 하면 상향 곡선을 그리기도 한다"고 인기 굴곡에 따른 고민을 내비쳤다. 그런 굴곡진 삶이 자주 외로움을 불렀다고 말했다.
한국을 떠나 일본에서 활동했던 기간의 고민도 소개됐다. 2005년 인터뷰에서 박용하는 "제가 갑자기 일본을 오게 된 게 아니고 4년이란 시간동안 (한국에서) 활동을 안 하니까 '박용하가 끝났구나' 말하기도 한다"면서 "제가 힘들었다고 이야기하면 얼마나 많은 분들이 믿으실지 모르겠는데. 여기까지 오는 게 되게 힘들었던 거 같다. 그 마음을 지켜오기가 힘들었던 거 같다"고 토로했다.
다만, 박용하는 앞서 자신의 트위터에 "사람들이 가끔씩 나도 잘 모르는 나에 대해 쉽게 이야기를 한다"는 메시지와 함께 "부모를 위해 천천히 가겠다"는 글을 남긴 바 있다. 하지만 마지막 글은 월드컵 대표팀을 응원하는 내용뿐이어서, 트위터 배경만으로 이를 예단하는 것은 무리라는 지적도 있다.
현재 자살동기는 분명히 밝혀지고 있지 않은 상태이다. 그리고 그의 아버지도 세상을 떠났다.

### 사망 후
박용하의 죽음으로 인해 한국팬들 못지않게 일본팬들의 애도물결도 많았다. 그의 장례식에 많은 일본팬들이 참석했고 그 후에도 계속 애도분위기가 식지 않고 이어져 일본방송에서의 추모프로그램과 더불어 일본의 한류 전문지 '핫 칠리 페이퍼(Hot Chili Paper)'는 박용하를 추모하는 특별판 '용하 포에버'를 7월 30일 발간한다고 발표했다. 박용하의 앨범 '스타스(Stars)'도 2일 장례식 이후 절판됐다가 팬들의 요청에 12일 재발매에 들어갔다. 2013년 유가족은 박용하가 아프리카 차드에 설립한 요나스쿨에 대한 지속적인 관심과 봉사의 뜻을 이어가기 위해 '박용하 One Love 자선사업회'를 설립하였다.

## 출연 작품

### TV 드라마
- 1994년 MBC 《테마극장》 ※데뷔작품
- 1995년 KBS 1 《사랑이 꽃피는 교실》 동찬 역
- 1996년 KBS 2 《파리공원의 아침》 민우 역
- 1996년 KBS 2 《스타트》 박수용 역
- 1996년 SBS 《엄마의 깃발》 윤하 역
- 1997년 SBS 《여자》고상록 역
- 1998년 MBC 《보고 또 보고》 정명원 역
- 1998년 MBC 《여자 대 여자》
- 1998년 SBS 《7인의 신부》
- 1998년 MBC 《남자 셋 여자 셋》 문화대학교 스페인어학과 2학년 박용하 역 (518회)
- 1999년 KBS 2 《우리는 길 잃은 작은 새를 보았다》 윤민형 역
- 1999년 KBS 2 《사랑하세요?》 장보고 역
- 2000년 MBC 《깁스가족》 고수도 역
- 2000년 MBC 《세 친구》
- 2000년 MBC 《사랑은 아무나 하나》 김동진 역
- 2000년 MBC 《비밀》
- 2000년 KBS 2 《눈꽃》 서인하 역
- 2001년 SBS 《소문난 여자》 김우진 역
- 2002년 KBS 2 《겨울연가》- 김상혁 역
- 2002년 KBS 2 《러빙유》- 이혁 역
- 2004년 후지TV 《동경만경》 강용구 역(특별출연) ※일본작품
- 2005년 CS 위성극장 《사랑한 후에》 준기 역 ※일본작품
- 2008년 SBS 《온에어》 이경민PD 역
- 2009년 KBS 2 《남자 이야기》 김신 역
- 2009년 후지TV 《크리스마스의 기적》 박용하 역(특별출연) ※일본작품

단막극
- 1998년 MBC 《적들의 사회》이기준 역
- 1998년 MBC《우리 기쁜 크리스마스》 안우진 역
- 1999 KBS 2 《해피버스데이》 지찬 역
- 1999 KBS 2 《2000년 4월 봄봄봄》 석진 역
- 1999 SBS 《황제의 식탁》 달준 역
- 2000 KBS 2 《다향》 서인하 역
- 2000 MBC 《그 남자 황홀하다》 경태 역
- 2000 KBS 2 《감포비가》 성수 역
- 2001 MBC 《키쓰》 종찬 역

### 영화
- 1989년 《여인들의 섬》
- 1998년 《크리스마스에 눈이 내리면》(삼영필름) 최수안 역
- 2000년 《여름이야기》 최상덕 역
- 2002년 《미워도 다시 한 번 2002》(제이웰엔터테인먼트) 박영하 역
- 2009년 《작전》((주)영화사 비단길) 강현수 역 (유작)

### 라디오(DJ)
《박용하의 텐텐클럽》 (2004년 5월 3일 ~ 2005년 10월 30일 방송종료)

### 광고
- 1995년 팔도 빅3
- 1998년 롯데칠성음료 레쓰비
- 1999년 국민체크카드
- 1999년 영교 영재 두배로 학습지
- 2002년 오리온 초코파이
- 2003년 옴파로스
- 2004년 국순당 백세주
- 2009년 웨스트우드
- 2007년~2010년 롯데면세점

### TV 프로그램
- 1998년 KBS 《TV는 사랑을 싣고》
- 2009년 KBS 《해피투게더》

### 예능(MC)
- 1998년 MBC 《음악캠프》 MC
- 1999년 SBS 《호기심천국》 MC
- 2008년 제44회 백상예술대상 MC

## 앨범

### 한국
- 2003년 《기별》
- 2010년 《The Memory》

### 일본
- 2004년 《期別》
- 2004년 《가지마세요》single
- 2004년 《Fiction》
- 2005년 《Truth/미소를 줄게》single
- 2005년 《sometime》
- 2006년 《Will Be There》
- 2006년 《니가 최고!》single
- 2007년 《나의 페이지를 넘기면》single
- 2007년 《Yong Ha's Melody ~박용하 작품 오르골 집》
- 2007년 《present〜Park Yong Ha Selection Album》
- 2007년 《영원》single
- 2008년 《Behind Love》single
- 2008년 《Say goodbye》single
- 2008년 《LOVE》
- 2009년 《Once In A Summer》
- 2009년 《가장 사랑하는 사람》single ※《크리스마스의 기적》 주제가
- 2010년 《ONE LOVE~미소가 넘치도록~》single
- 2010년 《STARS》
- 2010년 《Park Yong Ha in 1095's》
- 2010년 《Park Yong Ha in 1107's》[8]
- 2014년 《Song For You》

### OST
- 2001년 《수호천사》 너 하나만을 위해, Forever[9]
- 2002년 《러빙유》Narration[10], Love Montage, 사랑...그 첫 느낌[11], 혁의 테마
- 2003년 《올인》 처음 그날처럼
- 2008년 《온에어》 고마운 사람, 외사랑
- 2009년 《작전》 Money
- 2010년 《사랑이 꽃피는 교실》 아담과 이브처럼, 상상속의 나

## 수상 및 후보
| 연도 | 시상식       | 부문                           | 작품             | 결과 |
| ---- | ------------ | ------------------------------ | ---------------- | ---- |
| 1998 | MBC 연기대상 | 신인 연기상                    | 보고 또 보고     | 수상 |
| 2002 | KBS 연기대상 | 우수 연기상                    | 겨울 연가 러빙유 | 수상 |
| 2008 | SBS 연기대상 | 드라마 스페셜 부문 우수 연기상 | 온에어           | 수상 |
| 2008 | SBS 연기대상 | 10대 스타상                    | 온에어           | 수상 |